# 윤영삼
윤영삼(尹榮三, 1992년 7월 14일 ~ )은 전 KBO 리그 키움 히어로즈의 투수이자, 현 엘론베이스볼랩의 투수코치이다. 그의 동생은 NC 다이노스의 1군 불펜포수인 윤영수이다.

## 선수 시절

### 삼성 라이온즈시절
2011년에 2라운드 지명을 받아 입단했으나, 2군에서 부진한 모습을 보여 1군에 오르지 못했고 시즌 후 2차 드래프트를 통해 NC 다이노스로 이적했다.

### NC 다이노스시절
1군에 오르지 못해 2013년 11월 22일 2차 드래프트를 통해 넥센 히어로즈로 이적했다. 이로써 2차 드래프트로 팀을 2번 옮긴 선수가 됐다.

### 넥센 히어로즈시절
2014년 5월 7일 NC전에서 구원 등판하며 데뷔 첫 경기를 치렀다. 하지만 4이닝동안 3피홈런, 12실점으로 상당히 부진했고 1군에서 말소된 뒤 시즌을 마감했다.

### 경찰 야구단시절
2014년에 입대하였고, 2016년 9월 초에 전역하였다.

### 넥센 히어로즈복귀 &키움 히어로즈시절
2016년에 복귀하였다. 2017년 7월 6일 한화전에서 3이닝 2실점으로 데뷔 첫 세이브를 기록했다. 2017년 8월 16일 삼성전에서 1이닝 2실점으로 구원 승을 기록하며 데뷔 첫 승을 기록했다. 2018년 시즌에는 22경기에 등판해 29.3이닝 1승, 2세이브, 4점대 평균자책점을 기록했다. 2019년 시즌에는 불펜에서 좋은 모습을 보였고, 3승, 2점대 평균자책점을 기록했다.

## 야구선수 은퇴 후
2022년부터 엘론베이스볼랩의 투수코치로 활동한다.

## 논란
- 2020년 스프링 캠프에서 동료들과의 마찰이 있었고, 시즌 중 그가 성희롱을 했다며 구단에서 KBO에 그에 대한 계약 해지를 요청했다. 그는 30경기 출장 정지 징계를 받았으며, 결국 방출됐다.[6]

## 출신 학교
- 서울이수초등학교
- 이수중학교
- 장충고등학교

## 통산 기록
| 연도 | 팀명  | 평균자책점 | 경기 | 완투 | 완봉 | 승 | 패 | 세 | 홀 | 승률  | 타자 | 이닝 | 피안타 | 피홈런 | 볼넷 | 사구 | 탈삼진 | 실점 | 자책점 |
| ---- | ----- | ---------- | ---- | ---- | ---- | -- | -- | -- | -- | ----- | ---- | ---- | ------ | ------ | ---- | ---- | ------ | ---- | ------ |
| 2014 | 넥센  | 27.00      | 1    | 0    | 0    | 0  | 0  | 0  | 0  | -     | 27   | 4    | 11     | 3      | 6    | 0    | 4      | 12   | 12     |
| 2017 | 넥센  | 5.62       | 28   | 0    | 0    | 1  | 4  | 1  | 0  | 0.200 | 229  | 49.2 | 67     | 8      | 17   | 0    | 46     | 31   | 31     |
| 2018 | 넥센  | 4.85       | 22   | 0    | 0    | 1  | 0  | 2  | 0  | 1.000 | 127  | 29.2 | 31     | 2      | 8    | 1    | 32     | 18   | 16     |
| 2019 | 키움  | 2.87       | 54   | 0    | 0    | 3  | 3  | 1  | 3  | 0.500 | 254  | 62.2 | 60     | 5      | 14   | 1    | 56     | 23   | 20     |
| 통산 | 4시즌 | 4.87       | 105  | 0    | 0    | 5  | 7  | 4  | 3  | 0.417 | 637  | 146  | 169    | 18     | 45   | 2    | 138    | 84   | 79     |